# Beaufort (Nord)
Beaufort és un municipi francès, situat a la regió dels Alts de França, al departament del Nord. L'any 2006 tenia 981 habitants. Es troba a 90 km de Lilla, Brussel·les, a 35 km de Valenciennes, Mons o Charleroi, a 13 km d'Avesnes-sur-Helpe i a 8 km de Maubeuge.

## Demografia
| 1962                                       | 1968  | 1975  | 1982  | 1990  | 1999  |
| ------------------------------------------ | ----- | ----- | ----- | ----- | ----- |
| 1.061                                      | 1.067 | 1.010 | 1.011 | 1.100 | 1.012 |
| Des de 1962: població sense dobles comptes |       |       |       |       |       |

## Administració
| Període   | Identitat           | Partit |
| --------- | ------------------- | ------ |
| 1971-1989 | Louis Liénard       |        |
| 1989-2001 | Michel Debruge      |        |
| 2001-2008 | Jean Marie Contesse | UMP    |
| 2008-     | François Monet      |        |